# یورگن کالین
یورگن کالین (انگلیسی: Jürgen Colin؛ زادهٔ ۲۰ ژانویهٔ ۱۹۸۱) بازیکن سابق فوتبال اهل هلند است که در پست مدافع میانی بازی می‌کرد.
او متولد اوترخت با تبار سورینامی است.
وی همچنین در تیم ملی فوتبال زیر ۲۱ سال هلند بازی کرده‌است.